# China Camp State Park
China Camp State Park ist ein kalifornischer State Park am westlichen Ufer der Bucht von San Pablo. Das unweit der Stadt San Rafael gelegene Schutzgebiet wurde im Jahr 1976 eingerichtet und umfasst eine Fläche von rund 613 Hektar. Der State Park ist nach China Camp Village benannt, einem ehemaligen Fischerdorf chinesischer Einwanderer. 
China Camp Village liegt im östlichen Teil des Schutzgebietes und wurde in den 1860er Jahren gegründet. Mit dem Rückgang der Nachfrage nach chinesischen Arbeitern zum Ende des Kalifornischen Goldrausches und der Fertigstellung der ersten transkontinentalen Eisenbahn hatte sich eine Reihe chinesischer Migranten am Rande der Bucht von San Pablo niedergelassen und auf die Garnelen-Fischerei verlegt. Um 1880 war China Camp Village eines von vielen chinesischen Dörfern am Rande der Bucht und umfasste nahezu 500 Bewohner.
In einem der ehemaligen Häuser von China Camp Village ist heute ein Museum eingerichtet, in dem die Geschichte der chinesischen Bewohner des Dorfes studiert werden kann. Im Jahr 1979 wurde der Ort in das National Register of Historic Places aufgenommen.
Der State Park kann von San Francisco aus über den Highway 101 erreicht werden und ist – insbesondere an Wochenenden – ein beliebtes Ausflugsziel für Wanderer, Läufer und Mountainbiker.

## Galerie

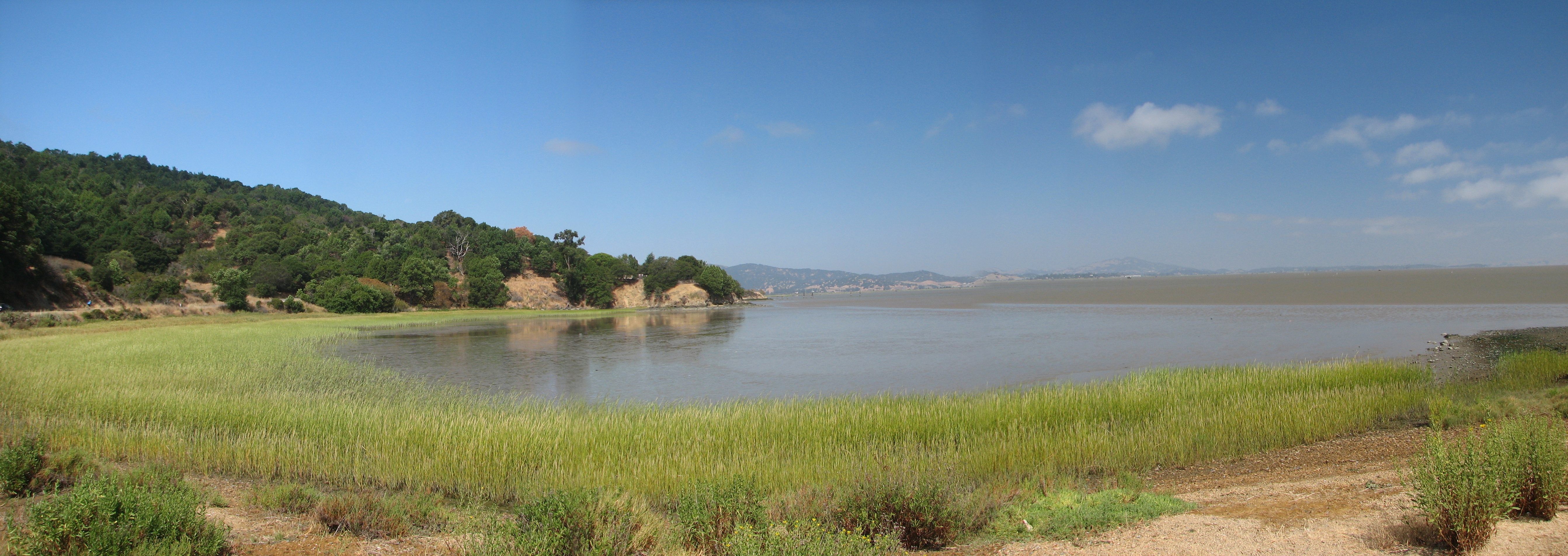
Blick auf die Bucht von San Pablo von China Camp State Park.
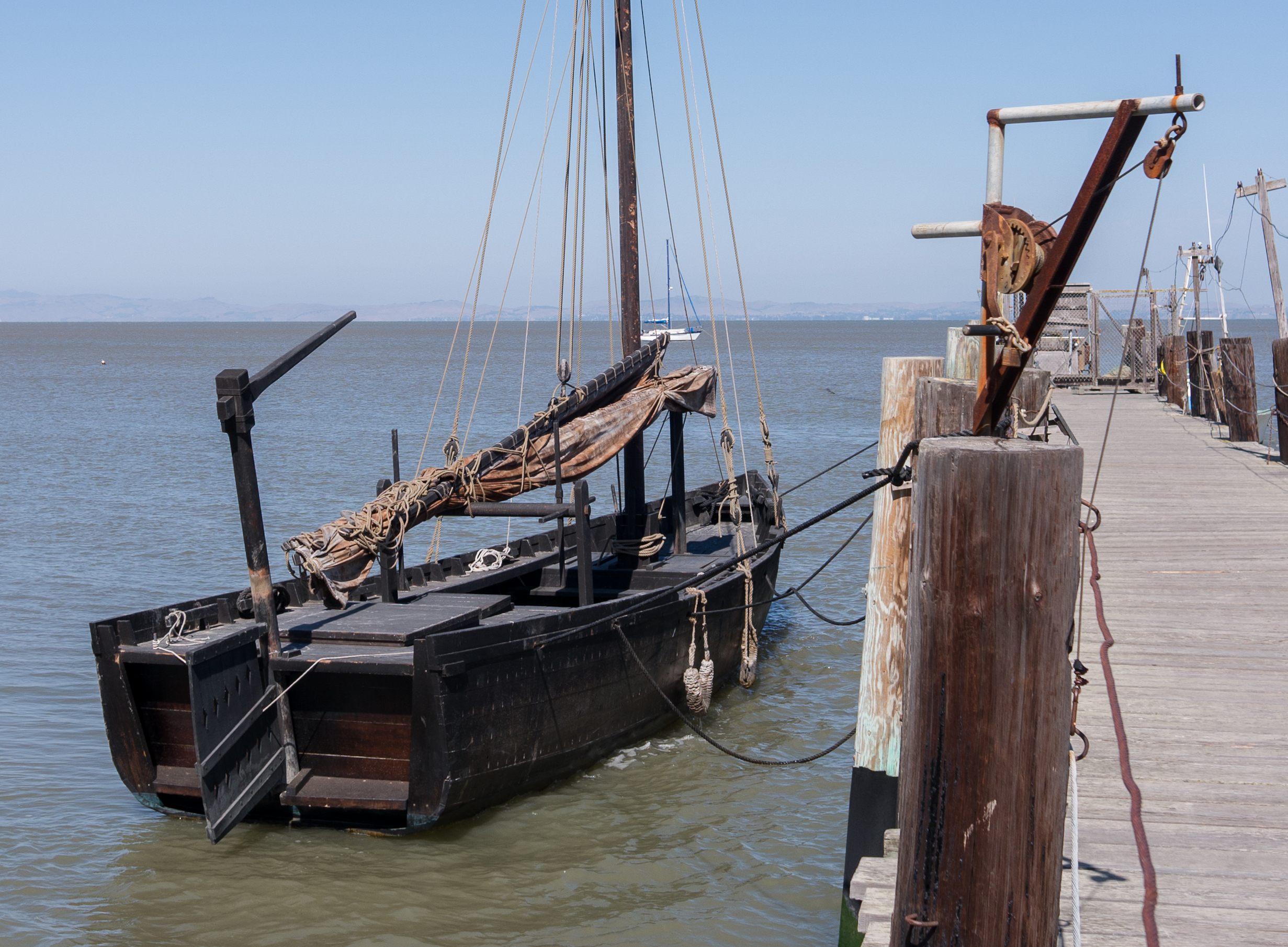
Die Grace Quan, ein im Jahr 2003 angefertigter Nachbau eines chinesischen Fischerbootes.
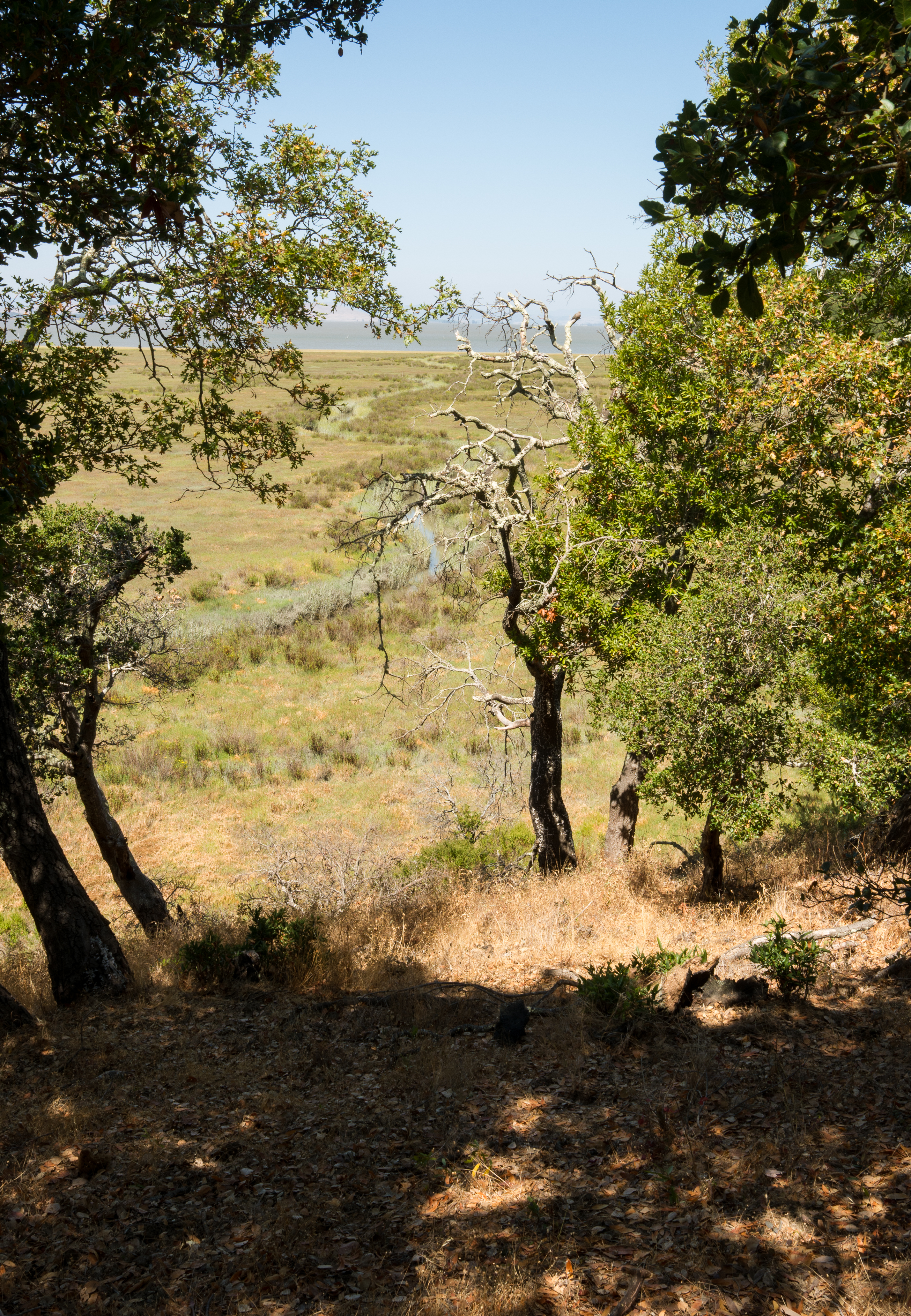
Blick auf die Salzwiesen im nordwestlichen Teil des Schutzgebietes.